# Обыкновенная слепушонка
Обыкновенная слепушо́нка (лат. Ellobius talpinus) — небольшой зверёк семейства хомяковых, вид рода слепушонок подсемейства полёвок.

## Внешний вид
Длина тела обыкновенной слепушонки составляет 10—12 см. Окрас шёрстки — от светло-бежевого до почти чёрного, как правило серо-коричневый; голова и зона близ глаз тёмные, тыльная сторона головы — чёрно- или буро-серая. Брюхо тёмное с бежевым оттенком. Глаза маленькие, ушные раковины отсутствуют. Линия смыкания губ находится позади резцов. Широкие ступни без шерсти, с щетиновым пояском. Шёрстка мягкая.
Отличается от афганской слепушонки по черепным признакам, от прометеевой полёвки — по короткому хвосту, от других землероев — мелкими размерами.

## Среда обитания
Обыкновенная слепушонка обитает в южных областях Европейской части России, Казахстане, южных областях Зауралья, Средней Азии, а также в Туве. Зверёк распространён в степях, лесостепях, пустынях и полупустынях. В степных зонах обитает на участках с мягкой землёй и обильным, разнообразным травянистым покровом. В ковыльной же и полынно-злаковой степях встречается редко. В лесостепных зонах водится на землях-целинах, по опушкам осиновых и берёзовых лугов. В полупустынях и пустынях обитает средь песков, на каменистых пологих участках и по долинам рек, иногда в солонцах. Особо многочисленна в предгорных зонах.

## Питание
В основном употребляет в пищу подземные части растений — корни, луковицы и клубни, также кормится червями, насекомыми. Зверёк имеет свойство делать запасы пищи, которые помещает в специальных норках около своего жилища. Запасы небольшие — это может быть несколько корней или клубней.

## Образ жизни
Активность обыкновенной слепушонки проявляется вечером, днём и утром. Крайне редко появляется на поверхности. Строит достаточно длинные норы со сложной структурой. Основу норы составляет один магистральный ход, длина которого доходит до ста метров, а глубина расположения от десяти до сорока сантиметров. От него ответвляются боковые ходы внушительной длины от 20 до 50 м. Часть из них заканчиваются тупиками, другая часть доходит до поверхности и предназначена для выбрасывания вырытой земли. Нарытые кучки земли в форме полумесяца можно увидеть около всего прохода. Основное жилище (так называемая «жилищная камера») находится на глубине 70—50 см. От неё отходят боковые ходы, в части которых зверёк обустраивает свои запасы. В целом за весь год самки приносят от трёх до четырёх помётов, а всего выводке обычно бывает от двух до четырёх детенышей. Размножаются с марта по октябрь.
Обыкновенная слепушонка вредит бахчевым культурам, огородным растениям и люцерновым посевам. В то же время она приносит и пользу, разрыхляя почву, обогащая её органическими веществами, а её норы способствуют проникновению в почву влаги и воздуха.